# Pascal Vuichard

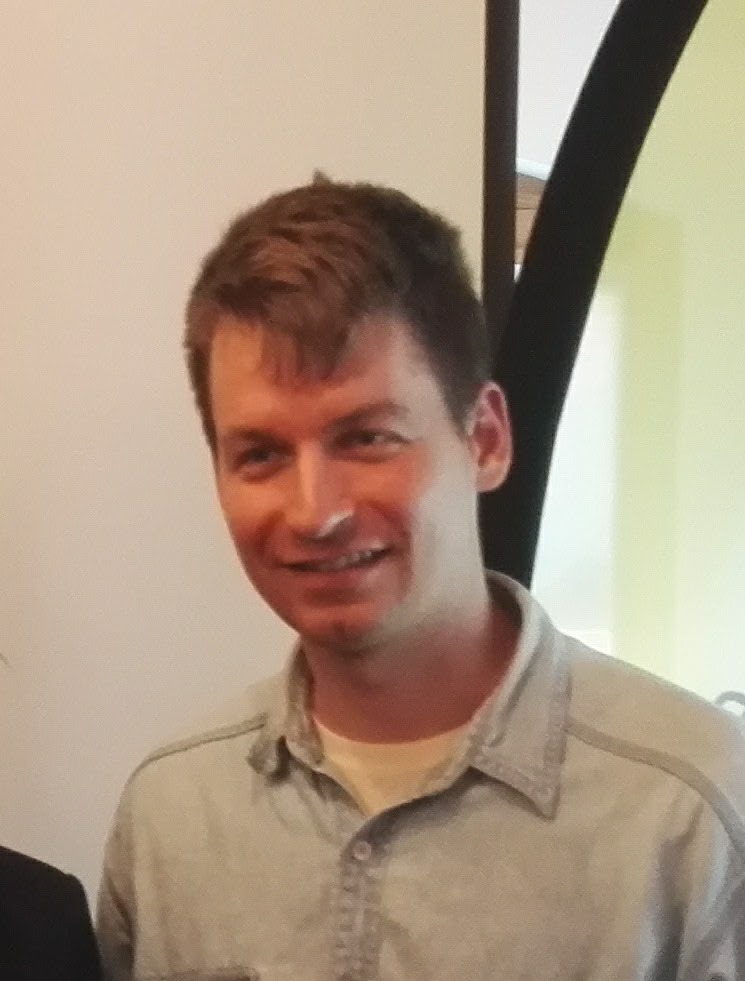
Pascal Vuichard (2016).

Pascal Vuichard (* 1989; heimatberechtigt in Semsales) ist ein ehemaliger Schweizer Politiker (glp).

## Leben

### Bildung, Beruf
Pascal Vuichard studierte an der Universität St. Gallen Betriebswirtschaftslehre, Buchhaltung sowie Renewable Energy Management. Er absolvierte Auslandsemester an der Universität Laval und der London School of Economics and Political Science. 2020 promovierte er mit einer Arbeit unter dem Titel Social Acceptance of Renewable Energies and Electric Mobility unter dem Doktorvater Rolf Wüstenhagen.

### Politik
2014 gründete er die Kantonalpartei der Grünliberalen mit und war später auch deren Präsident. Im April 2015 wurde er Co-Präsident der neu gegründeten Jungen Grünliberalen Schweiz. Noch im gleichen Monat wurde er als Vize-Präsident ins Präsidium der Mutterpartei der Grünliberalen gewählt. Im Februar 2018 wurde er in den Gemeinderat (Exekutive) der Gemeinde Glarus Nord gewählt. Im Juni 2018 wurde er ausserdem in das Glarner Kantonalparlament, den Landrat, gewählt. 2020 erklärte er überraschend seinen Rücktritt von beiden Ämtern, da er mit seiner späteren Ehefrau nach Hongkong auswandern wolle.

## Veröffentlichungen (Auswahl)
- Pascal Vuichard: Social Acceptance of Renewable Energies and Electric Mobility. Zugleich Dissertation an der Universität St. Gallen. Difo-Druck, Untersiemau 2020, urn:nbn:ch:bel-2262810.